# Epidiplosis sayi
Epidiplosis sayi är en tvåvingeart som beskrevs av Ephraim Porter Felt 1908. Epidiplosis sayi ingår i släktet Epidiplosis och familjen gallmyggor.
Artens utbredningsområde är New York. Inga underarter finns listade i Catalogue of Life.